# FAI Cup 1923/1924
Třetí ročník The Football Association of Ireland Challenge Cup, zkráceně jen FAI Cup (Irský fotbalový pohár) se konal od 5. ledna do 17. března 1924. Celkem turnaj hrálo 13 klubů.
Trofej získal poprvé v klubové historii Athlone Town FC, který ve finále porazil Fordsons FC 1:0.